# 인간시장 (소설)
인간시장(人間市場)은 1981년 김홍신이 발표한 소설이다. 주간 한국에 연재되었고, 연재 중에 행림출판에서 단행본으로 발행되었다. 주인공인 장총찬의 활약을 중심으로 당시의 세태를 고발한 내용으로 인기를 끌었고, 1985년까지 1부 10권, 1989년까지 2부 10권이 발행되는 동안 베스트셀러의 자리를 지켰으며, 1부 7권이 발행된 1984년까지 대한민국 소설로서는 최초로 1백만 부가 판매되는 기록을 세웠다. 《인간시장》은 인기에 힘입어 1983년, 1985년, 1989년 세 차례 영화화되었고, 1988년에 문화방송, 2004년에 서울방송에서 드라마(이상 월화 미니시리즈)로 제작되기도 하였다.
한편, 남자 주인공 이름은 당초 '권총찬'이었으나 군부의 사전 보도검열 때문에  변경됐다.
아울러, 2004년 리메이크판(SBS)은 당초 사극 왕의 여자 후속으로 기획됐지만 이 작품 경쟁작인 대장금 후속이었던 불새와 제작사(초록뱀)가 동일했던 탓인지 발리에서 생긴 일 후속 주말 특별기획 드라마로 편성이 변경됐으나 대장금이 높은 인기를 끌면서 연장방송을 결정하자 월화극으로 되돌아오기도 했다

## 기타
《인간시장》의 작가 김홍신은 1987년 자신의 집에서 도난당한 수표에 지불정지를 요청하지 않고 그 행방을 추적, 경찰과 함께 범인을 잡는 데 성공하였고, 그 경험을 바탕으로 1989년 《벌거숭이》를 발표하기도 했다.

## 같이 보기
- 인간시장 - 작은 악마 스물두살의 자서전: 1983년 개봉한 영화
- 인간시장 2 - 불타는 욕망: 1985년 개봉한 영화
- 인간시장 (드라마): 1988년에 문화방송에서 방송한 드라마
- 2004 인간시장: 2004년 SBS에서 방송한 드라마